# Atlanta (Indiana)
Atlanta – miasto w Stanach Zjednoczonych, w stanie Indiana, w hrabstwie Hamilton.